# 골상학

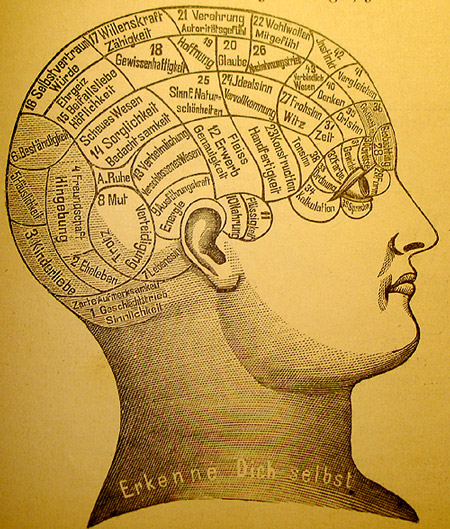
인간의 두개골 형상을 통해 성격과 능력을 알 수 있다고 주장한 골상학

골상학(骨相學, 영어: phrenology)은 두개골의 형상으로 인간의 성격과 심리적 특성 및 운명 등을 추정하는 유사과학으로 프랑스의 해부학자인 프란츠 요제프 갈(Franz Joseph Gall)이 창시하였으며 성상학(性相學)이라고도 한다. 두개골의 크기와 형태로 그 사람의 특성을 알 수 있다고 주장하는 학문이다.

## 내용
1796년, 오스트리아의 의사인 프란츠 요제프 갈(Franz Joseph Gall)이 인간의 심리적인 특성은 독립된 여러개의 기능으로 나눌 수 있으며, 각 기능은 대뇌 표면의 각 부위에 대응된다고 주장했다. 이 때 각 부위의 크기는 그 곳에 자리한 심적 기능의 발달 정도를 나타내므로 대뇌를 둘러싼 두개골의 형상에서 그 밑에 있는 대뇌 부위의 요철을 알 수 있으며 인간의 심리적 특징을 짐작할 수 있다고 주장하였다.
이에 대해서 슈바르츠하임(Schwarzheim)은 골상학(Phrenology)이라는 명칭을 제안하고 갈과 함께 신경계의 생리와 해부에 관한 책을 저술하였고 저서에서 심적 기능을 35가지로 분류하고 이들을 대뇌 표면의 각 부위에 대응시켰다. 당시 골상학은 오스트리아 제국의 황제였던 프란츠 2세의 명령으로 오스트리아에서 금지되었기 때문에 두 사람은 유럽 각지를 돌며 골상학의 타당성을 호소하였다. 이는 나중에 미국에도 전해졌으며 19세기 중엽에는 크게 유행하였다. 당시 갈의 이러한 주장은 대뇌기능에 대한 국재설(局在說)의 선구를 이룬 것으로 프랑스의 외과 의사인 폴 브로카가 언어중추(speech center; 브로카 영역)를 발견한 후 더욱 발전하였으나 이후 골상학은 과학적 발달을 이루지 못하였고 결국 과학계에서 폐기되었다.

## S. Shapin의 골상학 논쟁 연구
골상학은 두개골의 형태에 관한 지식에서 인간의 여러 능력의 정도를 알 수 있다는 이론, 두개골의 형태에서 대뇌 피질의 형태를 파악할 수 있다는 평행론을 주장하였다. 반면, 반골상학은 평행론을 부정하고 피질 분화가 대뇌 피질에서 관찰되지 않았다고 주장하며 골상학과 반골상학의 논쟁이 발생하였다.
S. Shapin은 골상학과 반골상학 논쟁의 원인과 과정에 대한 설명은 '사회적인 요소'가 반드시 다루어져야 한다고 주장하였다. 그에 따르면 골상학은 부르주아 계급의 이해를 정당화해주는 지적 도구로 사용되었다. 기존 엘리트 계급에 반대하여, 모든 정신 현상은 생리학의 차원으로 환원이 가능하고, 생리학이 신앙을 대체할 수 있다고 주장한 것이다. 주어진 재능을 극대화하며 살 수 있는 분업화되고 산업화된 사회가 바로 자연의 순리를 거스르지 않는 최상의 사회라는 것이다. 이처럼 전문적인 해부학적 논쟁이 사회적 이해관계의 충돌에 기인한다는 것이다.
골상학에 대한 상반된 주장과 증거들의 충돌 과정은, 그것들의 진위 관찰과 논리적 추론으로는 해결되지 않는 다는 것을 보여주며, 이러한 골상학과 반골상학의 논쟁은 단순한 과학 논쟁이 아닌 사회학적인 논쟁으로 다루어져야 함을 시사하고 있다. 다시 말해, 반골상학자들이 전두동에 집착하게 된 이유는 골상학자들을 공격하기 위한 수단을 만들기 위했던 것일 뿐 과학에 대한 순수한 관심은 아니었다.

## 같이 보기
- 유사과학
- 영향을 준 과학
  - 두개골
  - 뇌
  - 해부학